# Alarista succina
 (décembre 2017).
Genre
Espèce
Alarista succina est une espèce éteinte de plantes à fleurs monocotylédones de la famille des Poaceae. C'est la seule espèce connue du genre Alarista. Elle a été découverte dans de l'ambre provenant de la  République dominicaine, dont l'âge précis n'est pas connu entre l'Éocène supérieur et le Miocène inférieur.

## Historique
Cette espèce a été décrite à partir des restes fossiles d'un seul fleuron conservé dans de l'ambre de l'ère tertiaire (Cénozoïque) provenant de la République dominicaine. Ce fleuron, qui comprend une lemme aristée, une paléole et un fragment de l'entrenœud du rachillet, est complet, sous réserve de l'absence du callus et possiblement de la partie distale de l'arête. Il a été décrit par George Poinar et James Travis Columbus en 2012 comme un genre nouveau et une nouvelle espèce sous le nom d'Alarista succina gen. et sp. nov.L'espèce est possiblement rattachée à la famille des Poaceae.

## Description
Le nouveau genre est caractérisé par une lemme portant une arête à ailes membraneuses étroites, et présentant de nombreuses nervures (jusqu'à 17), un rachillet à entrenœuds longs (impliquant un épillet lâche), des  cellules longues à marge sinueuse, des cellules de silice disposées transversalement, des cellules stomatiques à dôme bas et des papilles. Les caractères de l'épiderme sont caractéristiques de la face abaxiale du limbe foliaire des espèces de Bambusoideae, justifiant le classement de ce fossile dans cette sous-famille.